# Альбрехт VII (граф Шварцбург-Рудольштадт)
Альбрехт VII, граф Шварцбург-Рудольштадт (16 января 1537, Зондерсхаузен — 10 апреля 1605, Рудольштадт) — граф Шварцбурга и основатель Шварцбург-Рудольштадта. Альбрехт самый младший из выживших сыновьей Гюнтера XL, графа Шварцбург-Бланкенбурга.

## Биография
Его отец Гюнтер XL объединил весь Шварцбург. После его смерти в 1552 году управление государством унаследовали четверо его сыновьей: Гюнтер XLI, Иоганн Гюнтер I, Вильгельм I и Альбрехт VII, которые разделили страну в 1572 году. После смерти Гюнтера XLI в 1583 году и Вильгельма I в 1597, владения были разделены ещё между двумя живыми братьями Иоганном Гюнтером и Альбрехтом VII. Это привело к появлению Шварцбургского дома, Шварцбург-Рудольштадта и Шварцбург-Зондерсгаузена, которые существовали вплоть до крупных изменений после Первой мировой войны в 1918 году.
Альбрехт обучался в нескольких немецких университетах и в Падуе. С 1557 года он жил при дворе князя Оранско-Нассауской династии. С 1563 года служил в армии короля Дании, а с 1573 года проживал в Рудольштадте, где и умер 10 апреля 1605 года в возрасте 68 лет.

## Семья
Альбрехт был женат дважды. Первый брак был заключён 14 июня 1575 года с Юлианой, графиней Нассау-Дилленбурга, дочерью графа Нассау-Дилленбурга Вильгельма I, у них родилось 10 детей:
- Карл Гюнтер, граф Шварцбург-Рудольштадта (6 ноября 1576 — 24 сентября 1630).
- Элизабет Юлиана (1 января 1578 — 28 марта 1658).
- София (1 марта 1579 — 24 августа 1630), вышла замуж 30 марта 1595 года за графа Йобста II, графа Барби-Мюлингена.
- Магдалена (12 апреля 1580 — 22 апреля 1632), вышла замуж 22 мая 1597 года за графа Рейсс-Гера Генриха II.
- Людвиг Гюнтер I, граф Шварцбург-Рудольштадта (27 мая 1581 — 4 ноября 1646).
- Альбрехт Гюнтер I, граф Шварцбург-Рудольштадта (8 августа 1582 — 20 января 1634).
- Анна Сибюлле (14 марта 1584 — 22 августа 1623), вышла замуж 15 ноября 1612 года за Кристиана Гюнтера I, графа Шварцбург-Зондерсгаузена.
- Катарина Мария (13 июля 1585 — 19 января 1659).
- Катарина Сусанна (13 февраля 1587 — 19 апреля 1662).
- Генрих Гюнтер, умер младенцем в 1589 году.

Второй брак был заключён 2 марта 1591 года с графиней Альбертиной Элизабет Лейнинген-Вестербургской. Детей в браке не было.